# デイヴィッド・トレンチ
デイヴィッド・クライヴ・クロスビー・トレンチ（英語: Sir David Clive Crosbie Trench, GCMG MC DL、中国語: 戴麟趾、1915年6月2日 – 1988年12月4日）は、イギリスの植民地官僚。西太平洋高等弁務官を務めたほか、1964年4月15日から1971年10月19日にかけては第24代香港総督となった。任期中の香港は、産業発展は堅調であった一方で、中国での文化大革命の影響下、香港域内の左派が六七暴動を起こし、経済と治安に深刻な打撃を与えた時期でもあった。トレンチは最終的に香港の混乱した状況を安定させ、その後、6年制初等教育の義務教育化といった民生改善の一連の施策を導入し、また重要なインフラ・プロジェクトを推進した。紅磡のクロスハーバー・トンネル、葵涌コンテナターミナル、萬宜水庫などは、そのすべてが彼の任期中に計画され、建設が開始されたものである。

## 生涯

### 生い立ち
トレンチは1915年6月2日、英領インド・クエッタ（現在のパキスタン・バローチスターン州州都）に生まれた。父はウィリアム・ランスロット・クロスビー・トレンチ、CIE（William Launcelot Crosbie Trench，1881年7月22日—1949年6月2日）、母はマーガレット・ツェファニー・ハドルストン（Margaret Zephanie Huddleston，c.1886年—1934年10月30日）で、二人は1910年3月19日に結婚している。
トレンチは1925年にケント州トンブリッジのトンブリッジ・スクール（Tonbridge School）に入学し、その後ケンブリッジ大学ジーザス・カレッジに入学、文学修士の資格を得た。

### 入庁と第二次世界大戦
大学を卒業した直後の1938年、トレンチは候補生（cadet）としてイギリス領ソロモン諸島の植民地政府に入庁し、1941年に西太平洋高等弁務官に出向していたが、第二次世界大戦勃発に伴い王立砲兵連隊（Supplementary Reserve）に入隊した。1939年から1945年まで、彼は第二次世界大戦で戦い、日本軍がソロモン諸島を攻撃し始めた1942年から1946年にかけてはイギリス領ソロモン諸島防衛軍（British Solomon Islands Defense Force）に転属となった。この間、トレンチは敵陣後方への果敢な移動を含む数々の防衛戦に参加し、1944年にはイギリス・アメリカよりそれぞれ戦功十字章とレジオン・オブ・メリットを授与されている。同年、トレンチはマライタ島に派遣され、マライタ独立を目指す蜂起「マアシナ・ルル」を鎮圧する任務に就いた。1947年8月、彼は開発および先住民問題担当官（Secretary for Development and Native Affairs）に任命され、マアシナ・ルルに対する弾圧は続けられた。
除隊後、トレンチは1947年に中佐に昇進し、1949年にウィルトシャー州スウィンドンの統合軍指揮幕僚大学で研修を受けた。

### 植民地官僚として
1947年、トレンチは英領ソロモン諸島政府の秘書官に復帰すると、1949年にウィルトシャー州スウィンドンの統合軍指揮幕僚大学で学んだ後、1950年には香港政庁へ出向となり輔政司署防衛科にて副防衛司助理秘書を務め、1956年には副財政司に昇進した。1957年、トレンチは労働および鉱務専員（Commissioner of Labour and Mines, 勞工及礦務專員），となり、翌年再びイギリス・帝国国防学院にて研修を受けることとなった。
1959年から1960年にかけて香港副輔政司を務め、その後1961年から1964年にかけて西太平洋高等弁務官に任命された。1964年4月15日、ロバート・ブラックの後任として、第24代香港総督兼駐港三軍総司令に就任した。 トレンチは長期にわたって香港政庁に奉職しており、香港にまつわる事情には精通していた。

### 香港総督として

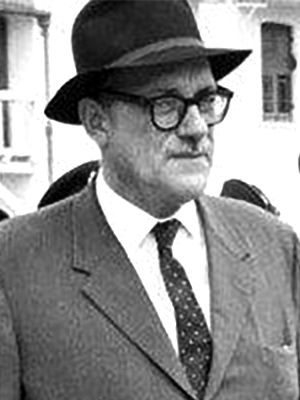
トレンチ（香港総督任期中）

#### 水道プロジェクト
香港は1960年代を通じて水不足に悩まされた。 天候もさることながら、第二次世界大戦後、中国大陸から難民が流入し続け、香港の人口が激増したことが大きな原因であった。1963年、香港は深刻な干ばつに見舞われ、厳格な給水制限の実施を迫られた。トレンチの任期中、香港政府は1967年初めに貯水池の水位が低下していたことを受け、2月に第一段階の給水制限を開始したが、67年の春は雨が少なく、夏になっても乾燥していたため、5月に更に制限を強化することになった。同時にトレンチは広東省政府に真水の購入を要請したが、中国での文化大革命はますます激しさを増しており、香港左派が同月六七暴動を起こすと、これを中国政府が支援する中で、香港政庁の真水購入の要請に中国側が応じることはなかった。水不足に直面した香港政庁は7月、「4日ごとに4時間ずつ給水」という給水制限実施を決め、市民生活に多大な影響を与えることになった。8月に2つの台風が相次いで香港を襲い、連日大雨をもたらしたことで、一部の貯水池が満水となり、香港の逼迫した給水状況はようやく緩和され、終日給水が再開された。
不十分な水供給の問題を解決するため、前総督のロバート・ブラックはすでに1960年には船湾淡水湖の建設に着手し、香港の貯水量を増やすことで需要の増加に対応しようとしていた。トレンチが就任した直後、政府は1964年4月22日に中国大陸当局と正式に合意に達し、1965年3月から本土から香港への給水量を1960年の年間50億ガロンから150億ガロン以上、つまり1日当たり約6,200万ガロンに増やし、1,000ガロン当たり1.06香港ドルの販売価格で供給することを確認した。その後1967年、香港政庁は獅子山トンネルを掘り、船湾淡水湖から都市部へ給水することで都市部の水不足を防ごうとし、1968年には船湾淡水湖が完成したことで、香港の水不足は漸くしばらくの間緩和されることになった。
1970年、トレンチはさらに2,800万ドルを投じて、船湾淡水湖のダムの高さを上げ、沙田浄水場（沙田濾水廠）を拡張し、その浄水能力を1日あたり8,000万ガロンから1億7,500万ガロンに増やすことにした。これら2つのプロジェクトが完成したのはトレンチが退任した1973年になってからで、香港への浄水供給量は一層確保された。1963年、香港では給水量を増やす目的で、荔枝角ごみ焼却場で海水淡水化のテストが行われたが、海水淡水化技術の限界から、この方法で淡水を得るためのコストは非常に高く、香港政府は1967年まで正式な海水淡水化プラントの建設をためらっていた。しかし1967年、香港は干ばつと六七暴動に見舞われ、中国大陸にも文化大革命の嵐が吹き荒れる状況下で、大陸からの淡水購入ができず、水不足を緩和することができなかった。1970年代初頭も文化大革命はまだ終息していなかったため、トレンチは香港の水供給を増やす決意を固めた。 1971年に船湾淡水湖よりも大きい貯水量を誇る萬宜水庫の建設に着手したほか、海水淡水化プラントの建設計画も最終決定した。1971年10月に香港総督に就任したマクレホースは、トレンチの2つの水供給プロジェクトを引き続き推進し、1972年には、香港の水供給の安定性を高めるため、楽安排海水淡水化プラントの建設が開始された。海水淡水化プラントは1975年、萬宜水庫は1978年に竣工した。

#### 人口の急増
第二次世界大戦後の不安定な中国情勢と、1966年から10年間続いた文化大革命の影響で、1940年代後半から香港には多くの中国系住民が流入した。戦後のベビーブームの影響も相まって、1945年には60万人だった香港の人口は、15年後の1960年にはすでに300万人に、1971年には400万人にまで増加した。この20数年間は、香港で最も人口増加率が高かった時期であった。しかもこの時期、人口の大半は児童および青年層であり、この豊富な労働力と戦後20数年の欧米の経済的繁栄によって、香港の人口ボーナスは欧米の消費財需要によって満たされた。製造業は堅調に発展を続け、最も繁栄した製品は繊維業、プラスチック製品、造花、かつら、玩具であり、これにより、香港は当時のアジアにおける加工産業の中心地となった。しかし、人口の急増は香港の公共インフラや民生にも大きな課題をもたらし、住宅、医療施設、学校の供給は需要を下回るようになった。トレンチは在任中、前任者ブラックの「政府廉租屋計画」を踏襲し、廉租屋（Low Cost Housing）の建設を続けた。1964年から1971年にかけて、12の廉租屋村（団地）が建設され、合計101棟の廉租屋が建設されたが、人口が増加し続けたため、斜面に林立する不法占拠バラック（寮屋）や唐楼（低層集合住宅）に違法増築された不法住宅の問題は解消されなかった。当時、多くの小学校は独立した校舎を持たず、学童の基礎教育は屋上小学校の形で行われていた。

#### 汚職の蔓延
国共内戦勃発後、イギリス統治下の香港には中国本土から多数の住民が避難してきた。1940年代後半から香港の人口は激増し、労働力が急増したため、当時の香港の労働集約型産業の発展に寄与した。しかし、急激な人口増に伴う需要増に公的資源の配分が追いつくにはほど遠く、住宅、教育、医療などの公共サービスを受けるためには金銭を支払わなければならないという不文律が次第に形成された。行政権を与えられた公務員が賄賂を受け取るという習慣も常態化し、香港ではトレンチ就任以前より汚職が深刻な問題となっていた。
1960年代には、救急隊員が患者を病院に送る前に「需要が多い」と偽って「お茶代」を要求したり、消防士が消火前にホースをつないで水をもらう「ホース開栓料」を要求したり、公立病院の係員が人手不足や迷信を理由に患者やその家族に「謝礼金」を要求したりと、資源不足から風水的迷信まで、さまざまな理由で公務員が金銭を要求していた。あらゆる公務員が私利私欲のためにそれぞれの口実を有しており、賄賂を提供しなければ、受けるべきサービスを受けることができない状況だったのである。
治安維持を司る香港警察は、政府部門の中でも最も腐敗していた。警察内部では、下は巡査から上は警司に至るまで、汚職・収賄に手を染める者が多く、一般市民は本来受けるべきサービスを受けられないばかりか、パトロール中の警察官が街頭の行商人や店舗から保護費を集金したり、捜査や免許発行の権限を持つ警察官の中には、犯罪行為を匿うことで多額の不法な利益を受け取る者もいた。 中でも刑事偵緝処（CID）は、多額の賄賂や高価な贈答品の受け取り、売春婦などから無料でサービスを受けるなど、権力を私利私欲のために利用する代表的な存在であり、利益を提供する三合会と結託しているだけでなく、賄賂の提供を拒否する人々を脅迫することさえあった。警察内部に汚職に手を染めていない者はいなかったとまでは言い切れないものの、多くの同期や上司でさえも賄賂を受け取っているため、同期の汚職を証言することでトラブルを招きかねず、警察内部の汚職について苦情を受けたとしても、往々にして何もできずに終わっていた。
便宜供与が横行しているため、政府部門だけでなく、民間企業でもこうした便宜供与が日常化しており、電力供給の申請、電話線の設置、ガスコンロの接続など、単一企業が提供するサービスでは、職員に「お年玉」を渡さなければならず、自らお茶代を要求する現場監督さえおり、時間を指定してスムーズに仕事を終わらせるためには、賄賂を渡さなければならなかった。
長年にわたり因習化した汚職に直面したトレンチは、デニス・ロバーツ率いる「反汚職諮問委員会」の勧告を採用し、「収入と職位の不均衡」という概念を導入して汚職防止法を改正しようとした。しかし被告が個人財産の出所を説明できない場合に刑事責任を負わなければならないという点が、立証責任は検察側にあるという英連邦のコモン・ローの慣習に反するものであることから、トレンチと外務・英連邦省との間で論争になったことすらあった。しかしトレンチの支持の下、立法局は1971年5月に元の『防止貪汚条例』に代わり『防止賄賂条例』を制定し、汚職に対する罰則を強化し、処罰範囲を広げるとともに、条例第10条として財産来源不明罪を創設して、現役および元公務員が財産の出所について合理的な説明ができないことを刑事犯罪とした。この新法は、汚職防止法制を強化する上で大きな前進であった。
しかし、当時の汚職問題最大の病根は、汚職捜査を担当する反貪汚部が、まだ警察所属の一部門であったことである。警察の汚職は長年の難題であり、警察官同士が汚職・収賄を助け合い、庇い合うこともあったため、反汚職法例だけがあったとしても、効果的に施行される訳がなかったのである。社会全体の深刻な汚職の蔓延に効果的に闘うことができなかったため、トレンチは、インフラを増強し、コミュニティ施設を充実させ、普通教育を提供することによってしか、国民の不満に対処することができなかった。 トレンチ退任後、香港総督となったマクレホースは汚職撲滅に取り組む決意を固め、1974年、警察の反貪汚部に代わって総督特派廉政専員公署（ICAC）が設立され、他の政府部門の干渉を受けずに汚職に関して独立した調査を行うことができるようになり、汚職の蔓延した風潮は漸く収束に向かうことになった。ICAC成立後、ICACは韓森前新界華人総探長が1971年、415万ドル以上の金額を持ってカナダに移住していたこと（韓の本来の総収入は31年間の警察勤務でわずか19万ドル余りに過ぎない）、呂楽前九龍華人総探長が800万ドル以上の賄賂を受け取っていたことを摘発しており、トレンチ在任中の汚職問題の深刻さを窺うことができる。

#### 社会の動揺
トレンチ在任中の最大の試練は、1966年と1967年の2度の暴動であった。1966年4月、スターフェリーの1等船室（スターフェリーの上甲板）運賃の5セント値上げが承認されたことに起因するデモが発生し、4月6日夜には九龍で2夜にわたる暴動となった（1966年スターフェリー暴動）。トレンチは暴動を鎮圧するため九龍の一部地域で夜間外出禁止令を敷くことを承認し、暴動を鎮圧した。市内は4月8日夜までに平穏を取り戻し、夜間外出禁止令は4月10日に解除された。トレンチは暴動発生の翌日には早くも独立調査委員会を設置して暴動の原因を調査することを決定し、その後5月4日に「九龍騒動調査委員会」の設置を発表した。委員会メンバーには首席按察司サー・マイケル・ホーガン、香港スカウト総監羅徵勤、香港大学前校長サー・リンゼイ・ライド、律師黄秉乾を任命し、暴動の原因究明と青少年政策の見直しを行った。しかし、政策調整の効果は現れず、1年後にはさらに大規模な六七暴動が発生した。 この左派暴動は1967年5月から12月まで続き、香港の治安や金融経済に深刻な影響を与えた。
1966年、中国共産党は「文化大革命」を発動し、文革の風潮は香港とマカオへも波及した。1967年1月、マカオの左派は一二・三事件によって政権奪取に成功し、これを受けて中共中央香港工委と在香港の左派も躍起になった。また、香港の後進的な労働者保護制度も彼らに便乗の機会を与えていた。
六七暴動は1967年4月末に新蒲崗大有街の香港人造塑膠花廠分廠で起きた労使紛争から始まった。造花工場の使用者が従業員行動規範に過酷な労働・休暇条件を追加したことが労働者の不満とサボタージュを誘発し、使用者は100人近い労働者を解雇した。これに左派労働組合が介入し、デモを行い、工場の納品を阻止したことが労働争議の引き金となった。この紛争は左派新聞によって政治化され、植民地政府と香港の国民党員が結託して労働者を迫害していると書きたてた。さらに左派系労働組合は労働争議に乗じて「反英抗暴（イギリスに反対し暴力に抵抗する）」をスローガンとして、トレンチ率いる香港政庁に対する暴動を起こした。
はじめ1967年3月と4月に左派が起こしたいくつかの労使紛争は、使用者側の譲歩と警察の冷静な対応の結果それ以上に発展しなかったため、トレンチは政庁による事件介入に消極的であった。5月6日に新蒲崗の労使紛争で物理的な衝突が起こった後も、トレンチは事件の激化と拡大を防ぐために抑制的な態度をとった。労働者が5月11日に工場地区の工場ビルを襲撃し、労使紛争が暴動に発展して初めて、暴動を鎮圧するために大規模の機動部隊が新蒲崗へと派遣され、香港政庁は九龍の一部地域に夜間外出禁止令を出した。
5月16日、工聯会理事長の楊光を委員長として、左派労働組合の組合員によって闘争委員会が結成された。左派グループは、ストライキに参加する左派労働者を率いて、中環の花園道付近でデモを行った。左派のデモ参加者は、毛主席語録を振りかざし、文化大革命と香港政庁打倒を支持するスローガンを唱和したほか、総督官邸の正門前に集まり、門や外壁には大字報が大量に貼られた。その中には、文化大革命を宣伝し、警察を標的にしたスローガンのほかにも、「トレンチへの警告」や「トレンチを殺せ」という見出しのものもあった。中環でのデモは5月21日と22日の中区暴動へと発展した。 一連の暴力事件で警察は167人を逮捕したが、デモ隊と警察の衝突は日が暮れても続き、香港政府は香港島の一部に外出禁止令を出した。
情勢が悪化するにつれて、左派によるストライキの範囲はさらに拡大し、5月23日までにバス会社（中華汽車および九龍汽車）、電車公司、中華ガス、天星小輪、油蔴地小輪といった公共交通の親左派の従業員はすべて、左派の労働組合が開始したストライキに呼応し、左派は6月24日と27日には香港全土での罷工・罷市を行った。中国政府は香港への水の供給を拒否するだけでなく、香港への食料品の輸出を大幅に削減することで、香港の左派に呼応してトレンチ率いる香港政庁への挟撃を行った。しかし、トレンチは一歩も引かず、左派ストライキに参加した公務員を解雇すると明言しただけでなく、香港の企業にも職場復を拒否する従業員を解雇するよう呼びかけ、1967年の市政局選挙は暴動の最中も行われ続けた。中国政府が水の供給を拒否したため、政庁は真水の消費を抑えるために給水制限を強化せざるを得なくなり、7月中旬以降、その制限は4日毎に4時間にまで悪化した。終日給水が再開されたのは、2つの台風が香港に豊富な雨をもたらした8月中旬になってからであった。中国から香港への食料品輸出が大幅に削減されたために、一時期副食品価格が高騰したが、香港政庁は市民感情の動揺を防ぐため、職員をアジアの非共産主義国に派遣して食料品の供給増を求め、輸入業者は東南アジアや台湾からの食料品調達を増やし、新界の農家は野菜や肉を増産することで、政庁の食料品価格抑制の努力に協力した。左派によるゼネストは、左派労働者以外のグループの反応を終始欠いており、市民にかなりの迷惑をかけたものの、香港政庁に譲歩を迫る効果は得られなかった。7月初旬、闘争委員会は戦略を変更し、ゼネラル・ストライキを控えるようになったため、事態は膠着状態に陥った。
左派によるゼネストは一般市民の反応が鈍かったため7月初旬に終了し、香港政庁は左派が開始した闘争で1勝を挙げることができた。しかし7月8日、中国軍による香港側警察署への越境攻撃をきっかけとして沙頭角銃撃戦が発生すると、中国政府の支援に勇気づけられた香港の左派は闘争をエスカレートさせ、左翼の闘争戦術は過激化した。1967年7月から、左派グループは香港中に粗製爆弾を設置し、工事現場の危険物倉庫を襲ってニトログリセリン爆薬を盗み始めた。左派過激派による爆弾テロが相次ぐと、警察署や政府庁舎が襲撃されただけでなく、一般の街路やコミュニティ施設、公共交通機関などでも本物や偽物の爆弾が繰り返し発見され、8月には市民を狙った爆弾テロにまで発展した。左派による爆弾テロを鎮圧するため、政庁は警察に左派の拠点を捜索させるだけでなく、8月4日にはイギリス海軍の援助も得、当時香港寄港中であった空母ハーミーズからは3機のヘリコプターが派遣され、北角・僑冠大廈の屋上に機動隊員をパラシュートで降下させ、陸上から突入する警察とともに左派の拠点を挟撃した。左派による爆弾テロの波は同年12月まで続き、その間に香港各地で少なくとも8,074個の本物ないし偽物の爆弾が仕掛けられ、そのうち1,167個が本物であった。警察官の死傷以外にも、左派の即席爆弾によって数百人の市民が負傷し、幼児やトラムで帰宅中の学生までもが犠牲になった。 商業電台の司会者林彬も、ラジオ番組で左派暴動を批判した後、放火され焼死した。
6月以来、左派系の『香港夜報』、『田豊日報』、『新午報』は継続的に煽動的な記事を多く掲載し、爆弾テロを提唱し、フェイクニュースを流してパニックを引き起こそうとしており、香港政庁は8月17日、これら左派系3紙の閉鎖について裁判所の認可を得た。中国政府は20日、英国政府に対して最後通牒を発し、トレンチに対し、48時間以内に左派3紙の発行禁止を解除し、逮捕された左派を釈放するよう命じた。一方、数万人の紅衛兵が北京のイギリス代理大使事務所前で反英集会を開き、トレンチの主張に基づいてイギリス政府が中国政府の発した最後通牒に応じないとして、22日には多数の紅衛兵が代理大使事務所に押しかけ、暴行や放火を行った（イギリス代理大使事務所焼き討ち事件）。
6月末、トレンチは妻と娘を連れて香港を離れ、健康上の問題を理由に休暇のためイギリスに帰国した。この間、輔政司のマイケル・ガスが総督代理として職務にあたり、立法局会議を主催した。当時、トレンチが全体の指揮を取らないことを批判する声もあり、英国が香港から撤退するのではないかという噂まで流れたが、トレンチは英国滞在中、ガスと緊密な連絡を取り続けていた。外務省の一部は香港政庁の左派暴動への対応のために中英関係が決裂することを防ぐ必要があると考え、暴動をに阻止し混乱を収束させようとするトレンチの強硬な姿勢に対し曖昧な態度を取っていたため、英国に報告する際、トレンチは外務省に対して中国政府と妥協しないよう要請した。中国政府から出された最後通牒が切れた後、北京の英国代理大使事務所が過激派紅衛兵によって放火されたこと以外に中国側から圧力がかかることはなく、また中華人民共和国国務院総理の周恩来が中国政府を代表して造反派の行き過ぎた行動について謝罪したため、英国政府は中国政府が香港の左派暴動に対してこれ以上の支援を行わないことを確認し、トレンチの強硬姿勢は内閣に認可され、支持された。10月に香港に戻ると、トレンチは直ちに左派との闘いを強化するとともに、「香港週（英語: Hong Kong Week）」を開催して民心を結集し、自身が交代するといったような噂を払拭した。
左派は10月に頻繁に爆弾テロを起こしたが、彼らの過激な暴力は市民に拒絶され、香港政府の支配はますます強固なものとなった。トレンチは中国大陸と香港を結ぶ文錦渡口岸の閉鎖を発表し、香港に潜伏する左派指導者の大規模な捜索を開始した。一方、「四人組」支配下の中国大陸の状況は香港以上に混沌としており、文化大革命の社会経済的影響はますます激しくなっていた。イギリス統治下の香港には中国大陸の住民が相次いで密入国し、香港北西部の海岸には香港に密入国しようとした難民の遺体が現れた。中共中央の香港工委と香港の左派が起こした暴動は大きな反発を招き、香港に潜伏していた中国共産党の統一戦線組織を露呈させただけでなく、左派によるテロ活動によって香港の中国共産党のイメージは著しく悪化した。同年12月、中国の周恩来首相は香港の左派に植民地政府に対する活動の停止を命じ、その結果、香港左派は孤立し、六七暴動は徐々に収まった。

#### 施政の改善
トレンチが香港総督を務めていた頃、労働党のハロルド・ウィルソンがイギリスの首相に就任した。労働党が労働者の権利と万人のための福祉を重視していたことに影響され、トレンチは着任後すぐに、限られた財源の中で教育や医療への支出を増やし、労働者保護を強化することの実現可能性を模索し始めた。しかし、有給出産休暇、年次休暇、労働時間の短縮は、工業製品の生産と輸出に従事する工場経営者の強い反対に遭った。特に、利益を減少させ競争力を損なうと考えた地元の華人系工場からの反対は最も激しく、工業・商業部門の既得権益を持つ人々の反対を前に、労働者保護を強化するための一歩を踏み出すことは困難であると思われた。六七暴動最中の10月、コモンウェルス担当閣外大臣であるマルコム・シェパード卿が香港を訪れてトレンチと会談した際、トレンチは労働者保護を強化する法律を早急に制定すべきだと提案した。 香港政府は六七暴動後、労使関係の緊張は、左派による政治闘争の土壌になりやすいことに気づいていた。 労働者保護が改善されなければ、再び暴動が起こることは必至であり、過去に労働手当の増額に最も反対していた産業・商業界は、2度続いた暴動でその利益が損なわれており、トレンチにとっては労働法制改革の障害が丁度良く取り除かれた状況であった。トレンチは、1971年には1日8時間・週48時間制の採用、女性労働者への産休付与、有給休暇の導入、労働災害補償額の引き上げなど、数々の労働政策改革を導入した。労働争議が頻発する中、トレンチは労働争議を処理する仲裁機関として労資審裁処の設立を決定した。
かつての政策遂行は、上意下達によって結果を出そうとしていたため、市民の意見は無視されやすく、官民の間に良好なコミュニケーション・チャンネルがないため、市民の不満が蓄積されやすく、その結果、不満が社会の不安定化につながりやすかった。トレンチは1968年5月、香港島・九龍を10の地区に分け、各地区に民政署（英語: City District Office）と民政主任（英語: City District Officer）を設置し、民意の収集、苦情の受付、市民への助言サービスを提供することで、官民関係を改善する「民政主任計画」を実施した。1969年12月、香港政庁は香港人の帰属意識を高めるため、大規模な「香港節（英語: Festival of Hong Kong）」を開催した。 中国伝統文化をテーマにした一連の文化・娯楽活動に加え、切手、骨董品、書画、花の展示会、カーニバル、ダンス、ファッションショー、歌合戦、美人コンテストなどが催され、非常に盛大なイベントとなった。その後、1971年にトレンチが2度目の香港節を開催したが、その規模は1969年よりも小さかった。
トレンチは1966年スターフェリー暴動終結後、その後5月4日に「九龍騒動調査委員会」の設置を発表した。委員会メンバーには首席按察司サー・マイケル・ホーガン、香港スカウト総監羅徵勤、香港大学前校長サー・リンゼイ・ライド、律師黄秉乾に独立調査委員会を組織させ、暴動の原因究明と予防措置の検討を行った。委員会による『一九六六年九龍騒動調査委員会報告書』では、若者のエネルギーや感情を発散させる適切なチャンネルがないことに言及し、レクリエーション活動やスポーツ施設をもっと提供すべきだと提案した。1967年3月、デビッド・トレンチは「郊外の活用と保護に関する臨時委員会（中国語: 郊區的運用和保存臨時委員會）」を設置し、郊外とレクリエーション政策の統合を検討したが、彼がその施策を実行に移すための措置を講じる前に、すでに六七暴動が発生し、その中で放火や爆弾テロで逮捕された者の多くは、闘争委員会や左派学校に煽動された学生や青少年であった。六七暴動を鎮圧した後、トレンチは青少年政策の推進を強化した。コミュニティにボールコートやスイミングプールを設置する以外にも、郊外を活用してレクリエーション・スポーツ施設を設置しようとし、1971年には彼の名を冠した「戴麟趾爵士康樂基金」の資金援助を受けて、漁農処（現在の漁農自然護理署）が試験的に城門水塘に公共のバーベキュー場・キャンプ場を設置した。これは市民に好評となり、後任のマクレホースが郊野公園を正式に設置することとなる。
教育に関しては、トレンチは在任中、基礎教育に多くの資源を投入した。政府は学校後援団体に直接補助金を出し、初等教育の普及を図った。1970年10月に行われた施政報告で、トレンチは1971年以降、適切な年齢層の子供たちに6年間の無料義務初等教育を提供することを発表し、その後、子供を学校に通わせない親を罰する法律を制定することで、香港で初めて義務教育を実施するした。トレンチの初等教育義務化に基づき、後任のマクレホース総督は1978年に「9年間の無償義務教育」を導入し、教育をさらに普及させた。トレンチは香港の高等教育の発展にも尽力し、1964年と1966年には専上教育特別委員会と大学教育資助委員会を設立し、大学への支援を強化した。 トレンチは技術者を養成するため、1969年には香港専業教育学院の前身にあたる摩理臣山工業学院を設立した。
過去20年間で香港の人口は劇増加したため、基礎教育不足の問題を解決するために初等教育を無償化したのに加えて、住宅問題も非常に深刻だった。トレンチは廉租屋を建設し続け、荃湾ニュータウンを開発し、香港と九龍の非常に混雑した都市部から新界へと徐々に人口を移動させるとともに、瑪嘉烈医院の建設を組織した。1960年代に香港の工業・商業部門は加速度的に発展し、税収が増加したことで、政庁はインフラ投資を増やすことができた。トレンチは交通網を強化するインフラ建設を進め、1966年に九龍山脈公路龍翔道および呈祥道、1967年に獅子山隧道が開通し、さらには1969年に香港初のクロスハーバートンネルを開通させたことで、それまでの船による香港島への往来が完全に変わった。香港の国際的な連結性を促進するため、トレンチは在任中啓徳空港の拡張を続け、1970年には葵涌コンテナターミナルの建設を実施して、香港は次第に国際航空・海運の中心地へと発展していった。

#### 三度の任期延長
トレンチの5年間の香港総督の任期は元々1969年4月で満期となるはずであったが、イギリス本国政府は1968年8月にトレンチの任期を1970年4月まで延長することを発表した。83の宗親会・同郷会をはじめとする香港各界代表はトレンチの任期延長に祝意を表明した。1969年10月には再び半年の任期延長が行われ、任期は1970年10月までとなった。1970年5月29日、トレンチが職務報告のために英国に戻った際、外務大臣はトレンチが1971年10月まで任期を1年延長することに同意したと表明し、香港総督としての任期延長はこれで3度目となった。1971年10月19日、トレンチはイギリスに帰国し、7年半にわたる香港総督としての任期を終え、マクレホース卿がその後任となった。

### 晚年
トレンチは退任後イギリス本国へ戻ったが、その後も地域の政治に強い関心を抱いていた。1973年から1981年にかけて、トレンチはドーセット州市議会の議員を務めた。また1973年から1982年にかけてはドーセット州地域病院管理局主席（Chairman, Dorset Area Health Authority）を務め、1972年から1979年にかけては保健省の卓越獎項顧問委員會副主席を務めた。また1972年からは、最晩年までドーセット州セント・ジョン・アンビュランスの会長を務めた。後1977年にはドーセット州副統監（Deputy Lieutenant）に任命された。
トレンチは晩年、妻とともにドーセット州シリングストーン（Shillingstone）に隠遁した。1984年には香港を訪問し、1988年12月4日、自宅にて73歲で死去した。トレンチの死後、1988年12月7日の香港立法局会議では、全議員が彼を偲んで1分間の黙祷を捧げ、当時の香港総督であったサー・デイヴィッド・ウィルソンはトレンチについて次のようなコメントを残している：
……デイヴィッド・トレンチ卿は、その生涯において偉大な功績を残した人物であります。彼は植民地省に奉職中、ほとんどの時間を香港で過ごしましたが、それは彼のキャリアの全盛期でもありました。トレンチ卿が総督として在任中、香港は社会的にも経済的にも多くの困難に直面しなければなりませんでしたが、彼の危機に直面しても冷静沈着で賢明なリーダーシップの下、それらをひとつひとつ克服していったのです。1970年代に入り、香港はさまざまな問題に対処できると確信すると同時に、香港を今日のような近代的な国際都市へと発展させるための準備を整えました。

## 家庭
第二次世界大戦中、トレンチは米軍がソロモン諸島に派遣した看護師であったアメリカ籍のマーガレット・グールド（Margaret Gould）と知り合い、1944年8月18日にフィジー・スバにて結婚した。夫婦にはキャサリン・エリザベス・トレンチ（Katherine Elizabeth、1956年12月28日－2017年3月23日）という娘がいた。トレンチ婦人は晚年はシリングストーンに居住し、1993年に逝去した。娘はロンドンに住んだ。
また、トレンチはアイルランドのアシュタウン男爵家の遠縁に当たり、その遠縁の一人であるナイジェル・クライヴ・コズビー・トレンチ卿（Sir Nigel Clive Cosby Trench、1916年10月27日－2010年3月6日）も外務省に勤務し、駐韓大使、駐葡大使を経て、1990年にアシュダウン男爵位を継承した。

## 栄典
- M.C.（1944年）
- LOM（1944年、アメリカ合衆国）
- C.M.G.  （1960年）
- K.C.M.G.　（1962年）
- K.St.J. （1964年）
- G.C.M.G. （1969年）

### 名誉法学博士
- 香港大学　（1968年）
- 香港中文大学　（1968年）

### 命名された事物

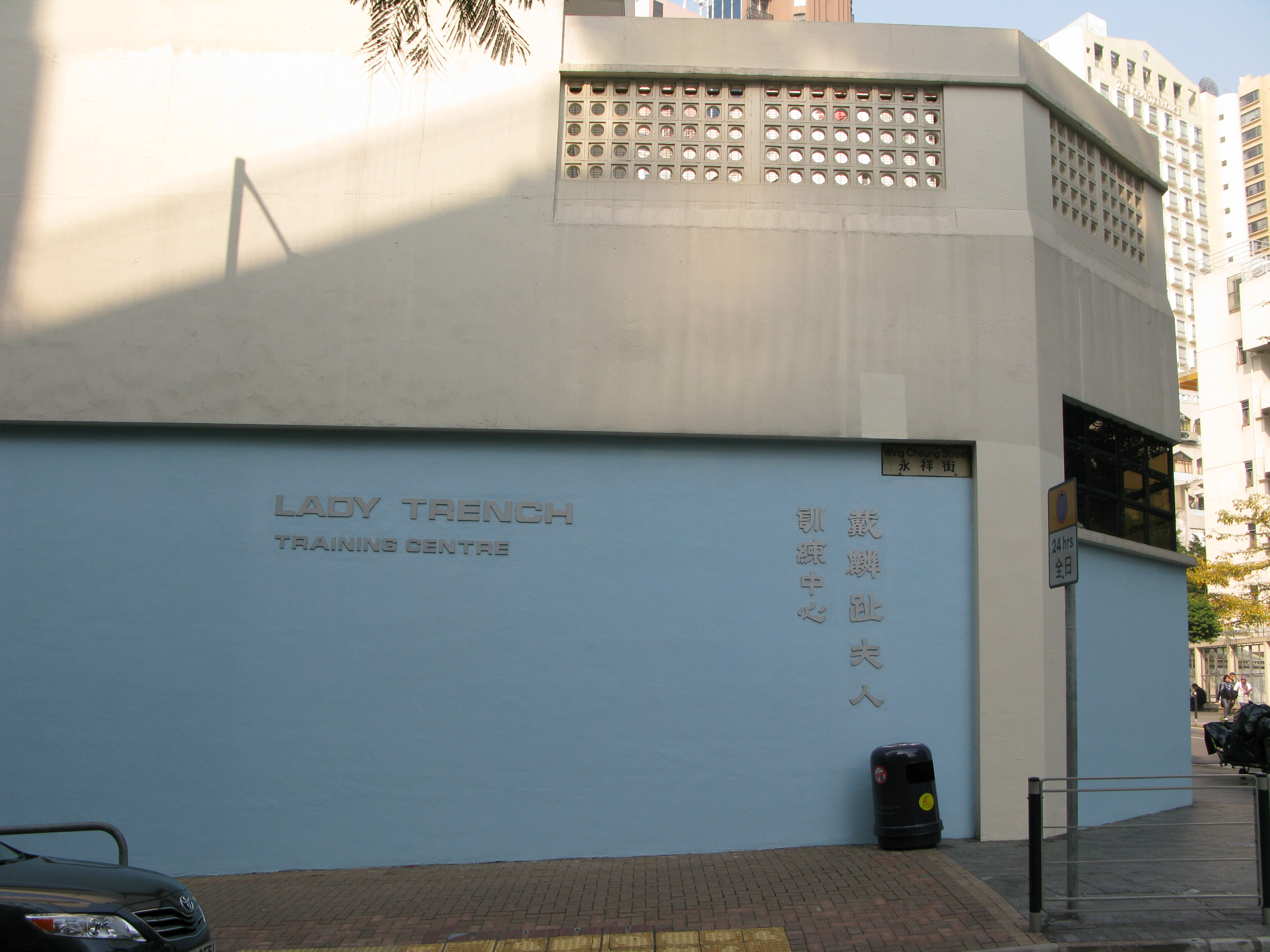
灣仔・摩理臣山にある戴麟趾夫人訓練中心

- 呈祥道 （『詩経』周南・関雎序の「然則關雎麟趾之化，王者之風，故系之周公」、および『幼學瓊林』巻二・祖孫父子類の「稱人有令子曰麟趾呈祥」より）
- 戴麟趾爵士康樂基金 （1970年）
- 香港紅十字會瑪嘉烈戴麟趾學校 （1973年9月）
- 戴麟趾夫人復康院 （観塘）
- 戴麟趾夫人分科診療所 （荃湾）
- 戴麟趾夫人訓練中心 （湾仔）
- 戴麟趾康復中心 （中西区般咸道にあったが、港鐵西港島綫建設に伴い高街の舊半山區警署へ移転）

### 英文資料
- Who's Who，A & C Black，1988年。
- Post Impression，South China Morning Post，2004年1月。
- Corruption by Design: Building Clean Government in Mainland China and Hong Kong，Manion, Melanie，哈佛大學出版社，2004年。
- http://www3.hku.hk[リンク切れ]，香港大學贊辭，香港大學，1968年。
- http://query.nytimes.com，Sir David Trench, Diplomat, 73，紐約時報，1988年12月6日。
- http://www.worldstatesmen.org アーカイブ 2011年1月24日 - ウェイバックマシン，Solomon Islands，WorldStatesmen.org，2007年4月28日造訪。
- http://worldconnect.rootsweb.com，Devon & English Genealogy，RootsWeb.com，2007年4月28日造訪。
- http://www.thepeerage.com アーカイブ 2021年2月3日 - ウェイバックマシン，Lt. Col. Sir David Clive Crosbie Trench，thePeerage.com，2007年4月28日造訪。

### 中文資料
- http://the-sun.on.cc アーカイブ 2020年10月20日 - ウェイバックマシン，接管人獲法庭批准加酬金——充公韓森資產將和解，太陽報，2005年9月9日。
- http://wongonyin.mysinablog.com，董特首賤賣大紫荊勳章，王岸然，蘋果日報，2001年7月9日。
- http://www.icac.org.hk アーカイブ 2007年12月3日 - ウェイバックマシン，歷史，廉政公署，2007年4月28日造訪。
- http://www.info.gov.hk，邁步向前——穩定的食水供應時期，香港政府，2007年4月28日造訪。
- http://www.hk-place.com アーカイブ 2011年7月21日 - ウェイバックマシン，建設及建築物－政府廉租屋，香港地方，2007年4月28日造訪。
- http://www.hk-place.com アーカイブ 2021年3月10日 - ウェイバックマシン，地方——香港水塘(二)新界東，香港地方，2007年4月28日造訪。
- http://www.dokg.com，形形色色的港督，梁亭，大經網，2007年4月28日造訪。
- http://www.ngensis.com，文化大革命志補卷一：禍延香港，延陵科學綜合室，2007年4月28日造訪。